# 文华图书馆学专科学校
文华图书馆学专科学校，是由中国图书馆学家、“中国图书馆学教育之父”沈祖荣创办的中国第一所独立的图书馆学高等学府。现代图书馆教育由此而引入中国。并开创了中国近现代档案学教育的先河。学校原址位于武昌崇复山街二号。

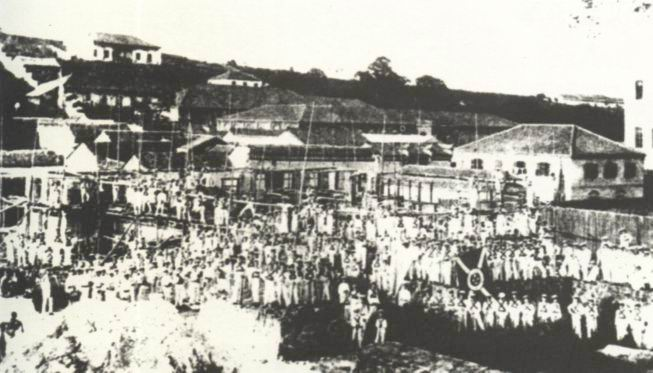
文华书院学生参加“文华公书林”的开工奠基典礼

## 历史沿革
- 1903年，美国圣公会传教士、图书馆学教育家韦棣华女士（被黎元洪誉为“中国现代图书馆运动之皇后”）在武昌昙华林文华学校筹办阅览室。
- 1910年春，沈祖荣协助韦棣华将馆舍扩大成图书馆，命名为文华公书林，5月16日举行隆重的开幕典礼，附设于文华大学。
- 1914年，韦棣华派出沈祖荣（中国第一位赴美留学攻读图书馆学）赴美国纽约州立图书馆学校学习，获学士学位后于1917年归国。
- 1920年，韦棣华与沈祖荣在武昌文华大学一起创办了中国第一个图书馆学教育机构——文华图书科。收大学毕业和肄业二年以上学生学习图书馆学专业，学制3年，分自费生与免费生两种。文华公书林成为该专业的实习图书馆，由学生协助管理。
- 1924年，文华大学与武昌博文书院、汉口博学书院大学部合并成立华中大学。
- 1927年5月，私立华中大学因受政治时局影响而停办，沈祖荣先生坚持继续开办文华图书科。武汉国民政府准予立案。
- 1929年8月，南京国民政府教育部核准立案。沈祖荣先生将文华图书科独立出来，成立私立武昌文华图书馆学专科学校。经费来自中美庚款补助和公私赞助，学制为二年。实习图书馆则成为文华图专的图书馆。
- 1934年，学校设立特别教席，在图书馆学专科及图书讲习班分别开设中英文档案管理课程，每周各授课两小时，讲授一年，但当时档案管理课程只是作为图书管理专业的辅助课程。
- 1938年-1946年，因抗日战争爆发，文华图专西迁重庆继续坚持办学。期间校舍两次遭到日军毁灭性轰炸。
- 1940年春，正式开设档案管理训练班，学制一年。
- 1940年9月，学校向教育部申请设立档案管理专科，学制两年，招收对象为高中毕业生，并要求将当时档案管理训练班学生改入该科肄业。同年10月17日获教育部批准，该校随即将档案训练班第一期、第二期改为档案管理专科第一届、第二届。图书科亦改招高中毕业生。
- 1946年5月，学校迁至武昌崇福山街二号。
- 1940年-1947年，档案管理专科先后共招收了六届学生。后因数名档案管理专业教师离去，师资缺乏，招收六届学生后，档案管理专科就未再继续招生，而图书管理专科则继续招生。
- 1949年9月，学校设档案管理3班、图书馆学1班。学生共37人，教授7人（兼职5人）、讲师7人（兼职2人）。沈祖荣先生坚决拒绝参加任何“应变会”和前往台湾，使文华图专得以完整地保留在武昌。
- 1951年8月，中南军政委员会教育部接办文华图专，改为公立学校。
- 1953年，文华图专并入武汉大学，改为图书馆专修科。沈祖荣任教授，讲授编目法等课程。[1]
- 后以该科为基础成立了武汉大学图书馆学系，现为武汉大学信息管理学院的一部分。

## 课程设置
学校修习图书馆学课程主要有中国目录学、中国图书馆史略、西洋图书馆史略、中文参考书举要、西文参考书举要、图书馆行政学、图书馆经济学、中文书籍编目法、西文书籍编目法、西文书籍分类学等。教学内容汇集中西图书馆学，教学方法侧重方法训练与实际操作技能，附设实习图书馆。教务主任毛坤结合欧美档案教育的经验，设计了适合当时中国档案工作的较为完备的课程体系。所设课程和使用教材，基本上是仿照纽约州立图书馆学校加以变通而成的。包括：档案经营法、分类原理、档案分类法、档案编目法、公文研究、档案行政学、中国档案通论、西洋档案学、序列法、检字与索引、资料管理、人事行政与人事档案管理、调查与研究、图书馆学、博物馆学、文哲概论、史地概论、社会科学概论、自然科学概论、史料整理、政府组织、国文、英文、中英文打字、服务道德、军训、音乐、论文等课程。此外，学校还高度重视实践在教学中的作用，安排有实习课程和暑假见习。

## 著名校友

### 教师
- 毛坤
- 皮高品，中国图书馆学家

### 学生
- 周连宽、程长源、黄彝仲、傅振伦、裴缃纹、陶维勋
- 哈佛大学燕京学社图书馆创办人裘开明
- 哥伦比亚大学教授房桃楹
- 美国亚洲学会图书馆委员会主席、普林斯顿大学图书馆副馆长童世纲

## 办学影响
自1922年至1941年止，本科毕业生共有127人；又从1942年至1947年为止，图书馆学专科毕业生亦有72人，共计约200人。六届档案管理专科共培养毕业生51人，而档案管理短期职业培训班结业生达212人，档案资料管理培训班结业生为48人。这批毕业于文华图书馆学专科学校的学生，大都成为推动中国近代图书馆事业发展的重要成员，进而奠定当今海峡两岸图书馆事业发展的基石。其培养的档案管理人才多数成为当时各档案管理部门的中坚力量，在档案管理界成为号称“文华集团”的精英群体。
文华图专设置了较为完备的课程体系；培养出的一批近代著名的档案学者撰写了数部至今仍在中国档案学界有重要影响的档案学著作，均具有较大的学术及实用价值；中西合璧式的教学特色，聘请专职外教，成功地借鉴了欧美的档案学专业教育的经验，丰富了教学内容，同时还收藏有大量外国档案管理的书籍和期刊。
学校出版物有《文华图书馆学专科学校季刊》、沈祖荣译《简明编目法》（1929年）、毛坤译《西洋图书馆史略》（1933年）、章新民译《民众图书馆的行政》（1933年）、皮高品编《中国十进分类法及索引》（1934年）、沈祖荣编《标题总目》（1937年）等。